# 안계국민학교 교촌분교
안계국민학교 교촌분교는 경상북도 의성군 안계면에 있었던 국민학교 분교이다.

## 연혁
- 1951년 8월 16일 교촌국민학교 설립 인가
- 1951년 9월 1일 교촌국민학교 개교
- 1992년 3월 1일 안계국민학교 분교장 격하 편입
- 1994년 3월 1일 폐교 및 안계국민학교 통폐합